# Кравцов Сергій Тарасович
Сергій Тарасович Кравцов (15 лютого 1948, м. Харків, УРСР) — радянський трековий велогонщик, майстер спорту міжнародного класу, призер чемпіонатів світу серед аматорів, учасник Олімпійських ігор, неодноразовий призер чемпіонату СРСР.

## Біографія
Народився 15 лютого 1948 року в місті Харків у сім'ї відомого музикознавця і композитора Тараса Сергійовича Кравцова. Закінчив Харківський політехнічний інститут, кандидат технічних наук.
Сергій Кравцов тричі брав участь в Олімпіадах. У 1968 році на Олімпійських іграх в Мехіко спортсмен змагався у гіті, де став восьмим, та у спринті, де дійшов до 1/8. На наступній Олімпіаді у Мюнхені Кравцов також зупинився на 1/8 у змаганнях зі спринту. На останніх своїх Іграх у Монреалі 1976 року велогонщик у спринті зайняв 5 місце.
На чемпіонатах світу він здобув дві срібних медалі в спринті у 1971 та 1974 роках.
Кравцов двічі ставав чемпіоном СРСР в спринті у 1970 та 1974 роках та в гіті у 1974. Двічі він здобував срібло в спринті — у 1969 та 1975 роках. В спринтерській гонці велогонщик також зайняв третє місце на чемпіонаті СРСР 1976 року, а у 1968 році здобув бронзову медаль на тандемі.

## Статистика
| Рік  | Змагання                                 | Місце проведення | Результат | Дисципліна       |
| ---- | ---------------------------------------- | ---------------- | --------- | ---------------- |
| 1971 | Чемпіонат світу з трекових велоперегонів | Варезе, Італія   | 2         | спринт (аматори) |
| 1974 | Чемпіонат світу з трекових велоперегонів | Монреаль, Канада | 2         | спринт (аматори) |